# José Manuel García-Margallo
 (janvier 2023).
Si vous disposez d'ouvrages ou d'articles de référence ou si vous connaissez des sites web de qualité traitant du thème abordé ici, merci de compléter l'article en donnant les références utiles à sa vérifiabilité et en les liant à la section « Notes et références ».
Pour les articles homonymes, voir José Manuel García et García.
José Manuel García-Margallo y Marfil, né le 13 août 1944 à Madrid, est un homme politique espagnol, membre du Parti populaire (PP).
Comptant parmi les fondateurs de l'Union du centre démocratique, il a été secrétaire général de son groupe parlementaire au début des années 1980. Il rejoint ensuite le Parti démocrate populaire, qui intègre le PP en 1989, et est élu député européen en 1994. Dix-huit ans plus tard, Mariano Rajoy le choisit comme ministre des Affaires étrangères.

## Biographie

### Jeunesse, formation et carrière
En 1960, il rejoint les Jeunesses monarchistes espagnoles (JUME). Il termine ses études secondaires à Saint-Sébastien, en 1962, puis il intègre l'université de Deusto, où il obtient une licence trois ans plus tard. Ayant passé avec succès le concours d'inspecteur technicien fiscal de l'État en 1968, il suit l'International Tax Program de l'université Harvard en 1973, obtenant un Master of Laws en droit des sociétés et régulation du marché des valeurs.

### Débuts politiques
En 1974, alors qu'il devient chef du service des Études et de la Programmation du secrétariat général technique du ministère des Finances, il participe à la création de la Fondation des études indépendantes (FEDISA), dirigée par Manuel Fraga, puis du premier Parti populaire (PP), aux côtés de José María de Areilza et Pío Cabanillas Gallas, en 1976. Dès l'année suivante, il fait partie des fondateurs de la nouvelle Union du centre démocratique (UCD), dont le PP est membre.

### Député et cadre politique
Le 15 juin 1977, il est élu député de Melilla au Congrès des députés et le 1er septembre, il est nommé au poste de directeur général du Développement communautaire du ministère de la Culture. Relevé de ses fonctions le 6 janvier 1979, il est réélu au Congrès le 1er mars.
Le 8 novembre suivant, il est porté à la présidence de la commission des Pétitions, puis il devient, en 1981, secrétaire général du groupe parlementaire de l'UCD, et secrétaire à la Formation du parti l'année suivante. Il n'est pas réélu aux élections du 28 octobre 1982. Il est alors nommé rapporteur au tribunal économique administratif central.
Ayant quitté le parti centriste pour le Parti démocrate populaire (PDP), dont il est nommé secrétaire aux Études et aux Programmes, il devient député de province de Valence à l'occasion des élections du 22 juin 1986, sur la liste de la Coalition populaire (CP). Peu après, le PDP devient la Démocratie chrétienne (DC). Il en est désigné secrétaire aux Relations internationales. En 1989, la DC participe à la création du nouveau Parti populaire (PP), dont García-Margallo devient membre.
Il est alors réélu député de Valence et choisi comme porte-parole du groupe parlementaire à la commission de l'Économie, du Commerce et des Finances. Il est confirmé dans ces fonctions après le scrutin de 1993.

### Carrière au Parlement européen
À l'occasion des élections européennes du 12 juin 1994, il est élu au Parlement européen, en vingt-sixième position sur la liste emmenée par Abel Matutes. Le 30 janvier 1997, lors du renouvellement des postes à mi-mandat, il est nommé vice-président de la sous-commission des Affaires monétaires. Réélu le 13 juin 1999, à la vingt-cinquième place de la liste de Loyola de Palacio, il devient vice-président de la commission des Affaires économiques et monétaires en juillet, une fonction qu'il conserve en 2002.
Placé en vingt-deuxième position dans la liste de Jaime Mayor Oreja, il conserve son mandat le 13 juin 2004, ainsi que ses fonctions à la commission des Affaires économiques et monétaires. Après les élections du 7 juin 1999, pour lesquelles il était à la vingtième place de la liste encore conduite par Jaime Mayor Oreja, il reste vice-président de la commission et devient président de la délégation pour les Relations avec les pays de la Communauté andine des Nations.

### Ministre de Rajoy
Le 22 décembre 2011, José Manuel García-Margallo est nommé ministre des Affaires étrangères et de la Coopération dans le gouvernement de Mariano Rajoy. Après sa prise de fonction, il affirme que les fonctions diplomatiques seront réservées aux diplomates, ajoutant que « des personnes exceptionnelles, en des circonstances exceptionnelles » pourraient toutefois être choisies. Au début du mois de janvier 2012, il obtient que le secrétariat d'État à l'Amérique latine soit également compétent en matière de coopération internationale, contrairement à ce que Rajoy avait décidé deux semaines auparavant.
Il n'est pas renouvelé dans ses fonctions pour le deuxième gouvernement de Mariano Rajoy et quitte le ministère des Affaires étrangères le 4 novembre 2016.

### Candidat à la présidence du PP
Il annonce le 18 juin 2018 qu'il est candidat à la présidence du Parti populaire dans le cadre du XIXe congrès. Deuxième à se déclarer après le député José Ramón García Hernández, il dit souhaiter que le conclave soit l'occasion d'une réflexion idéologique et programmatique pour le PP. Il appelle à une réforme de la Constitution et à la création d'un nouveau modèle économique qui garantisse le niveau des pensions et des salaires plus élevés. Le lendemain, alors que la secrétaire générale María Dolores de Cospedal a fait savoir qu'elle postulait également à la direction du parti, il indique que cette candidature ne change rien à son projet et qu'il souhaite devenir le prochain président du gouvernement espagnol. Il refuse ainsi de former un front commun avec Cospedal contre leur adversaire commune, Soraya Sáenz de Santamaría.

## Décorations
- Grand-croix de l'ordre du Mérite civil d'Espagne (1982)
- Grand-croix de l'ordre de l'aigle aztèque (Mexique, 2015)
- Grand-croix de l'ordre du Soleil (Pérou, 2015)
- Grand-croix de l'ordre du Mérite (Portugal, 2016)
- Grand-croix de l'ordre de Charles III (Espagne, 2021)